# Vanishing Point (album)
Vanishing Point è il quinto album discografico del gruppo musicale britannico Primal Scream, pubblicato nel 1997.

## Tracce
1. Burning Wheel – 7:06
2. Get Duffy – 4:09
3. Kowalski – 5:50
4. Star – 4:24
5. If They Move, Kill 'Em – 3:01
6. Out of the Void – 3:59
7. Stuka – 5:36
8. Medication – 3:52
9. Motörhead – 3:38
10. Trainspotting – 8:07
11. Long Life – 3:49

## Formazione
Primal Scream
- Bobby Gillespie - voce
- Robert Young - chitarra
- Andrew Innes - chitarra
- Martin Duffy - tastiere
- Gary "Mani" Mounfield - basso
- Paul Mulreany - batteria

Ospiti
- Marco Nelson - basso (in 1,4,5,7)
- Augustus Pablo - melodica (4)
- Glen Matlock - basso (8)
- Pandit Dinesh - tablas (4,6)
- Duncan Mackay - tromba (2,5)
- Jim Hunt - sax (2,5)
- Wayne Jackson - tromba (4)
- Andrew Love - sax (4)
- Ian Dixon - clarinetto basso (2)
- Paul Harte - armonica (8), sintetizzatore (9)